# طبريا
طَبَرِيَّا أو طَبَرِيَّة هي من أقدم مدن فلسطين التاريخية، تقع اليوم في لواء الشمال الإسرائيلي في منطقة الجليل الشرقي تحديدًا، على الشاطئ الجنوبي الغربي من البحيرة التي تحمل اسمها - بحيرة طبريا. تبعد عن القدس قرابة 198 كم إلى الشمال الشرقي. يسكنها اليوم زُهاء 46 ألف نسَمة، معظمهم من اليهود، بعد تهجير أهلها العرب عقب حرب 1948. وتعد المدينة من المدن المقدَّسة الأربعة في الديانة اليهودية.

## تاريخ

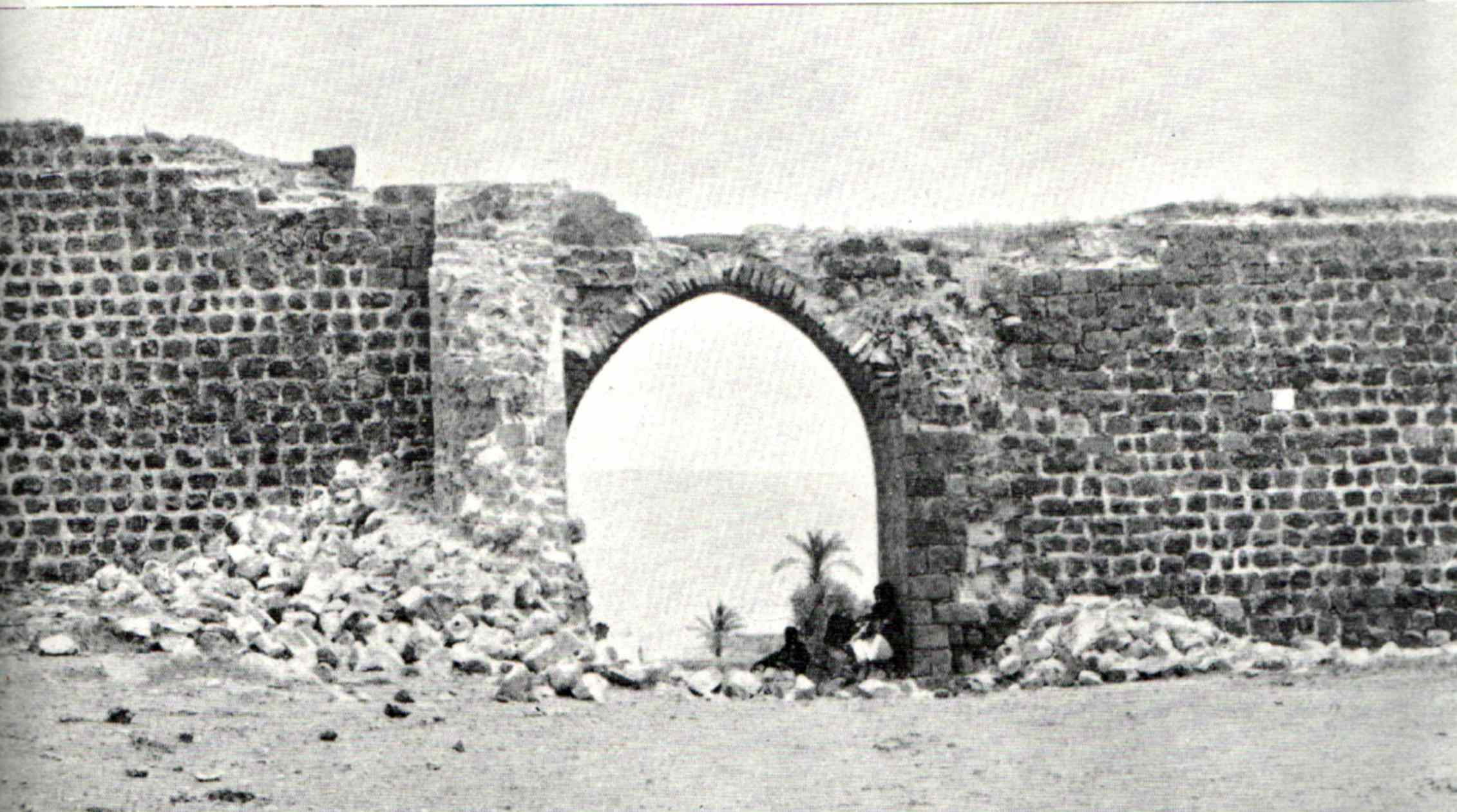
بوابة في أسوار المدينة عام 1849.

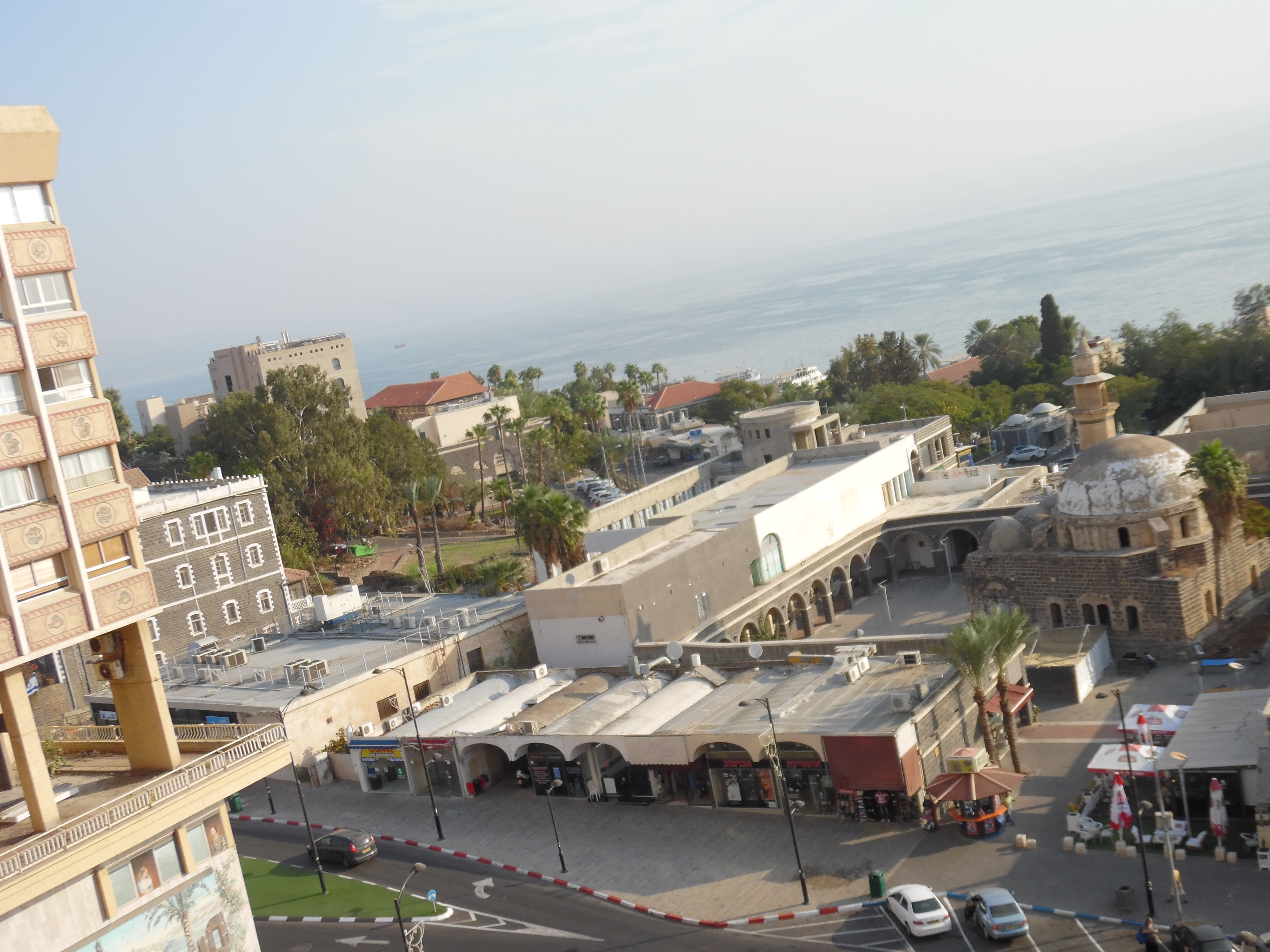
مسجد طبريا.

تأسست مدينة طبريا في سنة 20 للميلاد قرب بقايا مدينة الرقة الكنعانية على يد الحاكم الروماني هيرودس الذي كان من أنجال هيرودس الكبير. وسمى هيرودس أنتيباس المدينة على اسم الإمبراطور الروماني طيباريوس قيصر (الأول). أصبحت المدينة مشتى يؤمه الكثيرون لخصوبة أرضها وينابيعها الساخنة.
بعد بناء مدينة طبريا، لاقت هذه المدينة ازدهاراً خصوصاً بعد اهتمام هيرودوس بها، حيث رأى فيها الموقع الدفاعي الوحيد حول البحيرة وهذا السبب هو الذي دفع هيرودس لبناء قلعة قرب شاطئ البحيرة، بالإضافة إلى ذلك قرب طبريا من الحمامات الرومانية التي اهتم بها الرومان كثيراً، حيث أضفت رونقاً على أهمية المدينة بعد إنشائها.
في عام 13هـ-634م فتحها المسلمون بقيادة شرحبيل بن حسنة وأصبحت عاصمة لجند الأردن وسكنها العرب وبقوا فيها.
أثناء الحملات الصليبية قام تنكرد باحتلال المدينة بأمر من غودفري وبعد أن نزح سكانها المسلمون منها، قام بتحصينها حتى تكون مركزاً لإماراته، وفي عام 583هـ-1187م، تمكن صلاح الدين الأيوبي من استعادة المدينة بعد انتصاره على الصليبيين في موقعة حطين إلا أن الصليبيين تمكنوا من السيطرة على المدينة مرة أخرى بعد أن سلمها لهم الملك الصالح إسماعيل والي دمشق مقابل وقوفهم معه ضد ملك مصر الصالح أيوب والناصر داوود في الأردن عام 1240م.
وفي عام 1247م تمكن المسلمون من استرداد المدينة إلا أنها فقدت الكثير من عمرانها وأهميتها بفعل التدمير الهائل الذي لحق بها من جراء الغزوات الصليبية والمغولية، وهذا جعل المدينة تشرف على الاندثار لتحل محلها بيسان وحطين.

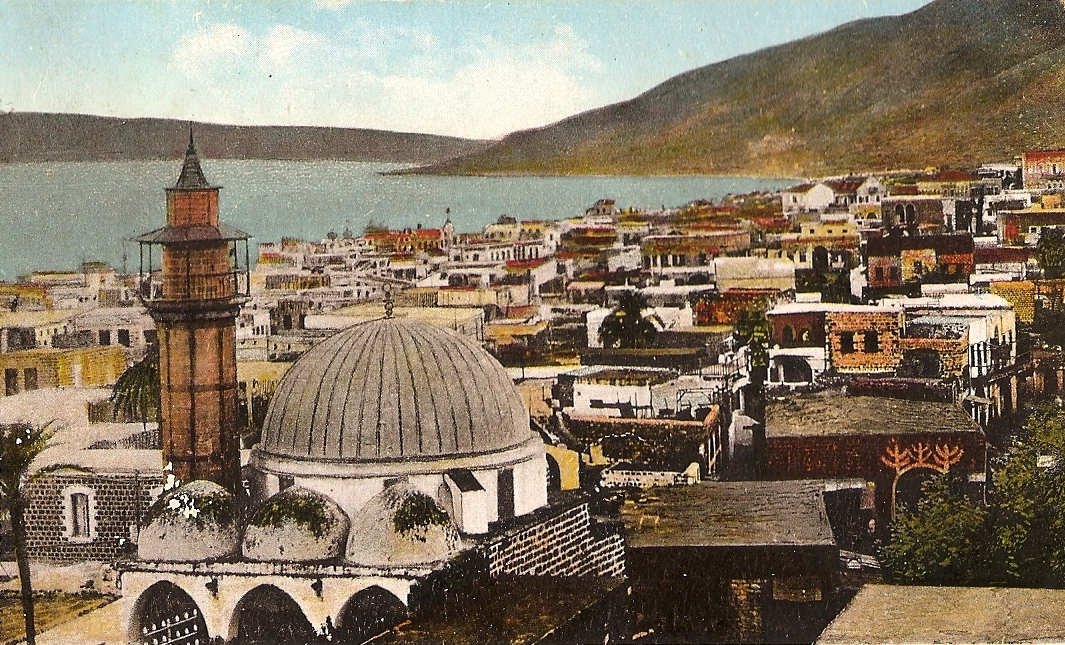
طبريا في بداية القرن العشرين.

في عام 1517م، تمكن العثمانيون من السيطرة على المدينة ثم حكمت من قبل ظاهر العمر والي صيدا عام 1730، وقد أصبحت طبريا في العهد العثماني مركزاً لقضاء طبريا أحد الأقضية الأربعة التي يتكون منها قضاء عكا.
اندثرت أهمية مدينة طبريا بعد ذلك، وفي عام 1799 استولى عليها نابليون بونابرت أثناء حملته على مصر والشام، ثم خضعت للحكم المصري بعد ذلك، وازدهرت فأصلحت حماماتها وبدأت تستقبل الزائرين من خارج البلاد للاستشفاء بمياهها المعدنية ثم حل بالمدينة دمار هائل بسبب الزلزال الذي أصاب المدينة في مطلع عام 1837 وكانت طبريا تعرضت لسلسلة من الزلازل في أعوام 1204-1212-1402-1546-1656-1666-1759-1837-1890.

## الجغرافيا والمناخ
تقع طبريا على شاطئ بحيرة طبريا والمنحدرات الغربية لوادي الأردن المطل على البحيرة، في نطاق ارتفاع يتراوح بين -200 و200 متر (-660-660 قدمًا). تتمتع طبريا بمناخ شبه قاحل حار (تصنيف كوبن للمناخ: BSh) يحدها مناخ البحر الأبيض المتوسط الحار في الصيف (كوبن: Csa)، مع هطول أمطار سنوي يبلغ 437.1 ملم (17.21 بوصة). يبلغ متوسط درجة الحرارة العظمى في طبريا 38 درجة مئوية (100 درجة فهرنهايت) ودرجة الحرارة الدنيا 25 درجة مئوية (77 درجة فهرنهايت) في شهري يوليو وأغسطس. الشتاء معتدل، حيث تتراوح درجات الحرارة بين 10 و18 درجة مئوية (50-64 درجة فهرنهايت). تراوحت درجات الحرارة القصوى بين 0 درجة مئوية (32 درجة فهرنهايت) و48 درجة مئوية (118 درجة فهرنهايت).
| البيانات المناخية لـطبريا، (المعدلات الطبيعية 1981–2010) | البيانات المناخية لـطبريا، (المعدلات الطبيعية 1981–2010) | البيانات المناخية لـطبريا، (المعدلات الطبيعية 1981–2010) | البيانات المناخية لـطبريا، (المعدلات الطبيعية 1981–2010) | البيانات المناخية لـطبريا، (المعدلات الطبيعية 1981–2010) | البيانات المناخية لـطبريا، (المعدلات الطبيعية 1981–2010) | البيانات المناخية لـطبريا، (المعدلات الطبيعية 1981–2010) | البيانات المناخية لـطبريا، (المعدلات الطبيعية 1981–2010) | البيانات المناخية لـطبريا، (المعدلات الطبيعية 1981–2010) | البيانات المناخية لـطبريا، (المعدلات الطبيعية 1981–2010) | البيانات المناخية لـطبريا، (المعدلات الطبيعية 1981–2010) | البيانات المناخية لـطبريا، (المعدلات الطبيعية 1981–2010) | البيانات المناخية لـطبريا، (المعدلات الطبيعية 1981–2010) | البيانات المناخية لـطبريا، (المعدلات الطبيعية 1981–2010) |
| الشهر                                                    | يناير                                                    | فبراير                                                   | مارس                                                     | أبريل                                                    | مايو                                                     | يونيو                                                    | يوليو                                                    | أغسطس                                                    | سبتمبر                                                   | أكتوبر                                                   | نوفمبر                                                   | ديسمبر                                                   | المعدل السنوي                                            |
| -------------------------------------------------------- | -------------------------------------------------------- | -------------------------------------------------------- | -------------------------------------------------------- | -------------------------------------------------------- | -------------------------------------------------------- | -------------------------------------------------------- | -------------------------------------------------------- | -------------------------------------------------------- | -------------------------------------------------------- | -------------------------------------------------------- | -------------------------------------------------------- | -------------------------------------------------------- | -------------------------------------------------------- |
| متوسط درجة الحرارة الكبرى °م (°ف)                        | 18.1 (64.6)                                              | 19.3 (66.7)                                              | 23.1 (73.6)                                              | 27.8 (82.0)                                              | 33.2 (91.8)                                              | 36.5 (97.7)                                              | 38.0 (100.4)                                             | 38.0 (100.4)                                             | 35.9 (96.6)                                              | 31.6 (88.9)                                              | 25.7 (78.3)                                              | 20.0 (68.0)                                              | 28.9 (84.0)                                              |
| المتوسط اليومي °م (°ف)                                   | 14.3 (57.7)                                              | 14.7 (58.5)                                              | 17.6 (63.7)                                              | 21.5 (70.7)                                              | 26.2 (79.2)                                              | 29.5 (85.1)                                              | 31.5 (88.7)                                              | 31.6 (88.9)                                              | 29.6 (85.3)                                              | 26.2 (79.2)                                              | 21.0 (69.8)                                              | 16.1 (61.0)                                              | 23.3 (74.0)                                              |
| متوسط درجة الحرارة الصغرى °م (°ف)                        | 10.4 (50.7)                                              | 10.1 (50.2)                                              | 12.0 (53.6)                                              | 15.1 (59.2)                                              | 19.1 (66.4)                                              | 22.5 (72.5)                                              | 25.0 (77.0)                                              | 25.2 (77.4)                                              | 23.3 (73.9)                                              | 20.8 (69.4)                                              | 16.3 (61.3)                                              | 12.1 (53.8)                                              | 17.7 (63.9)                                              |
| الهطول مم (إنش)                                          | 106.9 (4.21)                                             | 90.2 (3.55)                                              | 55.5 (2.19)                                              | 17.6 (0.69)                                              | 3.9 (0.15)                                               | 0.1 (0.00)                                               | 0.0 (0.0)                                                | 0.0 (0.0)                                                | 0.6 (0.02)                                               | 17.4 (0.69)                                              | 51.9 (2.04)                                              | 93.0 (3.66)                                              | 437.1 (17.21)                                            |
| المصدر: WMO                                              |                                                          |                                                          |                                                          |                                                          |                                                          |                                                          |                                                          |                                                          |                                                          |                                                          |                                                          |                                                          |                                                          |

تضررت طبرية بشدة جراء الزلازل منذ العصور القديمة. ومن المعروف أن الزلازل وقعت في أعوام 30، 33، 115، 306، 363، 419، 447، 631-632 (استمرت الهزات الارتدادية لمدة شهر)، و1033، 1182، 1202، 1546، 1759، 1837، 1927، و1943.
تقع المدينة فوق صدع البحر الميت وهي واحدة من المدن الأكثر عرضة للزلازل في إسرائيل (إلى جانب صفد، وبيت شان، ومستوطنة كريات شمونة، إيلات).

## معالم المدينة

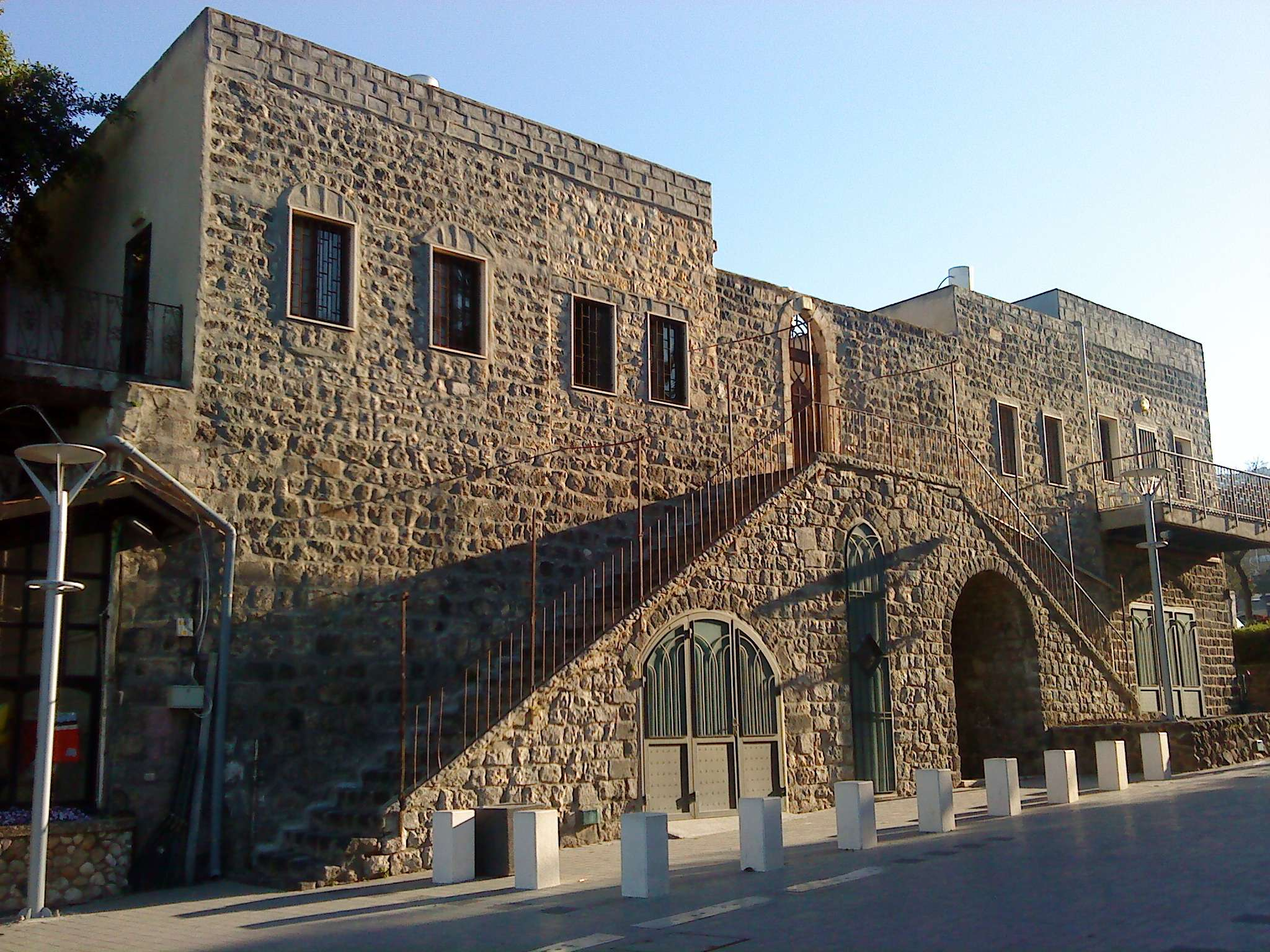
مبنى السرايا العثماني وسط المدينة.

يوجد في المدينة الكثير من المعالم التاريخية التي تظهر عراقة المدينة، ففيها آثار المساجد والكنائس والمعابد بالإضافة إلى الآثار المعمارية مثل السرايا والقباب والعيون وغير ذلك، ومن أبرز معالمها:
1. الجامع الكبير: بناه ظاهر العمر الزيداني في القرن الثامن عشر الميلادي، ويعرف بالجامع الزيداني [بحاجة لمصدر] أو الجامع الفوقاني، يقع في الحي الشمالي من طبريا.
2. جامع الجسر: ويقع في الحارة الغربية على ساحل البحيرة،
3. جامع البحر: يقع على ضفة بحيرة طبريا وهناك أسوار المدينة القديمة وغيرها من الآثار الرومانية.
4. الحمامات الدافئة من أبرز معالم المدينة والتي يفد إليها الكثير من الزوار للاستشفاء بمياهها المعدنية.
وكانت مدينة طبريا قبل عام 1948 تنقسم إلى:
1. الشريط الساحلي ويضم محطة الزوارق وجامع الزيداني من المسلخ وحتى الحمامات المعدنية.
2. القسم الأوسط ويضم المستشفى الرئيسي ومستشفيات الإرساليات ومبنى الحكومة القديم والسوق التجارية الرئيسية.
3. القسم الغربي: وفيه أرض المقاطع التي استخدمت لقطع الحجارة والأراضي الزراعية.
وبعد عام 1948 تغيرت معالم المدينة خصوصاً المنطقة الشمالية، حيث قامت سلطات الاحتلال بهدم الأحياء العربية وأقامت مستعمرة كريات شمونة وأقامت الحدائق والمتنزهات العامة والفنادق السياحية والمباني الحديثة وأنشأت حياً سكنياً جديداً على المرتفعات الغربية المطلة على حمامات طبريا الممتعة.

## السكان
بعد وقوع فلسطين تحت الانتداب البريطاني، وجّه اليهود أنظارهم إلى طبريا حيث بدأت أفواج اليهود بالتوافد والاستقرار فيها.
أيام الانتداب البريطاني على فلسطين كانت طبريا مدينة مختلطة شكّل العرب المسلمون نصف سكانها بينما شكّل اليهود النصف الآخر. في الحرب العربية الإسرائيلية 1948 هجر منها معظم سكانها العرب. اليوم يشكل اليهود الذين جاؤوا من البحر الأغلبية من سكان المدينة ولكن ما زالت بقايا الوجود العربي فيها قائمة كما لا تزال أرضاً فلسطينية، ومن أشهر معالمها مسجد طبريا الذي تم تحويله إلى ملهى.